# Tambovupproret

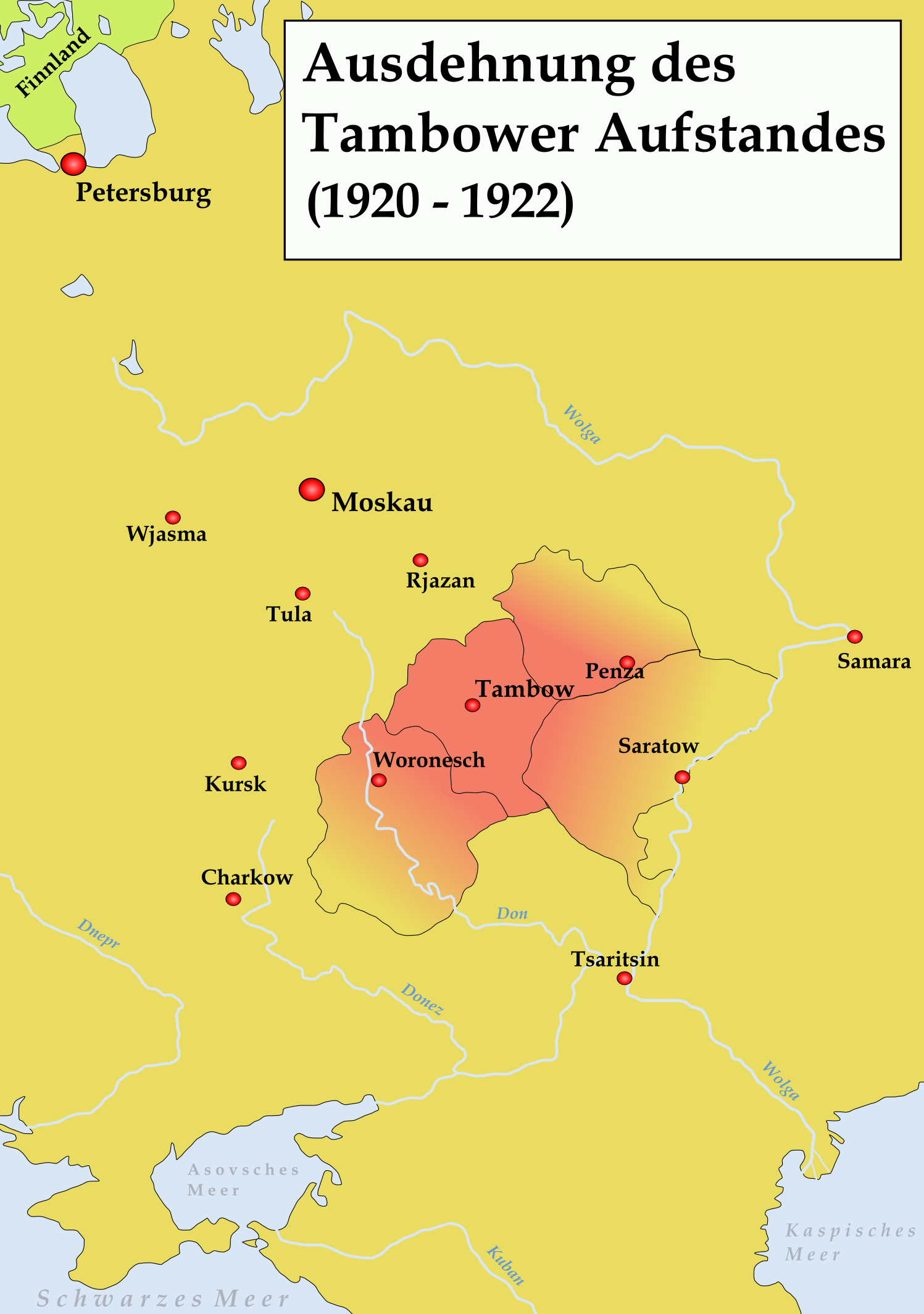
Upprorets spridning

Tambovupproret var ett uppror 1920-1921 där ett antal bönder i Tambov och Voronezj reste sig mot Sovjetryssland i slutfasen i det ryska inbördeskriget. Tambovupproret räknas som det mest effektivt organiserade bondeupproret mot bolsjevikerna. 
Röda armén slog ner upproret, dock under stora svårigheter då armen var illa lämpad för att hantera gerillakrigföring. Konflikten upphörde genom en kombination av eftergifter och röd terror. Sovjetstaten tog gerillakrigarnas familjer som gisslan och använde sig av livsmedelkonfiskeringar och massavrättningar för att locka ut gerillan. Tjekan, den sovjetiska säkerhetstjänsten genomförde även massdeportationer till arbetslägren. Det som till slut ledde till att lugnet återställdes var den nya ekonomiska politiken, NEP. 

## Program
Upproret leddes av "de arbetande böndernas organisation (union of working peasants) som hade skapats 1920. Organisationen leddes av Aleksandr Antonov, tidigare medlem av socialistrevolutionära partiet. I december 1920 släppte organisationen ett politiskt manifest.
1. Lika rättigheter och skyldigheter för alla medborgare.
2. Inbördeskrigets avslutande.
3. Upprättandet av fredliga relationer med andra länder.
4. Återinförandet av en konstituerande församling med lika rösträtt samt rätten för väljare att avsätta folkvalda.
5. Organisationer som har bekämpat bolsjevikernas skall upprätta tillfälliga lokala och regionala maktorgan valda av folket.
6. Yttrande-, press-, förenings- samt mötesfrihet för alla.
7. Genomförandet av lagen om socialiseringen av marken som framröstats av den tidigare konstituerande församlingen.
8. Jordbrukskooperativen skall förse städerna och landsbygden med mat samt andra förnödenheter.
9. Pris- och produktionsreglering av nationaliserade industrier.
10. Begränsad privatisering av industrin. Kål- och metall- samt den tunga industrin skall förbli förstatligad.
11. Produktionen skall ställas under arbetarkontroll och granskas av staten.
12. Möjligheter för både inhemska och utländska kapitalinvesteringar för att återställa Rysslands ekonomi.
13. Återställandet av diplomatiska och ekonomiska relationer med omvärlden.
14. Självbestämmanderätt Rysslands nationaliteter.
15. Inrättandet av ett statligt kreditsystem för att återställa landets småskaliga jordbruk.
16. Frihet för hantverksarbete.
17. Allmän skolgång och utplånande av analfabetism.
18. Partisangrupperna får ej upplösas tills den konstituerande församlingen har samlats och avklarat frågan om en stående armé.

### Fotnoter
1. ↑  Robert Conquest, The Harvest of Sorrow: Soviet Collectivization and the Terror-Famine Arkiverad 13 juni 2008 hämtat från the Wayback Machine. Oxford University Press New York (1986) ISBN 0-195-04054-6
2. ↑  Nicolas Werth, Karel Bartošek, Jean-Louis Panné, Jean-Louis Margolin, Andrzej Paczkowski, Stéphane Courtois, The Black Book of Communism: Crimes, Terror, Repression, Harvard University Press, 1999, hardcover, 858 pages, ISBN 0-674-07608-7